# Moconesi
Mocònesi (en ligur Mekonési o Moconexi) és un comune sparso italià, situat a la regió de la Ligúria i a la ciutat metropolitana de Gènova. El 2011 tenia 2.684 habitants. L'Ajuntament es troba a la frazione de Ferrada.

## Geografia
Es troba a l'alta vall Fontanabuona, a l'est de Gènova. Té una superfície de 16,27 km² i les frazioni de Cornia, Dragonaria, Ferrada (seu de l'ajuntament), Gattorna, Moconesi Alto, Pezzonasca, Santa Brilla i Terrarossa Colombo. La frazione de Santa Brilla és un exclavament, que està situat a l'alta vall del Trebbia. Limita amb les comunes de Cicagna, Favale di Malvaro, Lorsica, Montebruno, Neirone, Torriglia i Tribogna.